# Puerto deportivo de Bermeo
El Puerto Deportivo de Bermeo se sitúa en el municipio de Bermeo, en la provincia de Vizcaya, en la comunidad autónoma del País Vasco. Cuenta con 350 puestos de atraque de eslora menor a 8 m y 65 de eslora mayor a 8 m.
Es el único puerto que cobra la eslora total con base en los elementos que contengan fuera de la misma, manga incluida.

## Instalaciones
- Agua: 212.835 m²
- Darsenas: 104.101 m²
- Total: 316.936 m²

## Servicios

Bandera Marítima de la provincia marítima de Bilbao

- Combustible: Gas Oil, Gasolina, Lubricantes.
- Elevación: Travelift 50 Tn, Grúa.
- Tomas de Agua.
- Tomas de Electricidad.
- Carros de Varada: 6
- Talleres de reparación y carpintería de ribera.
- Astilleros: 3
- Básculas: 40 Tn y 60 Tn.
- Recogida de aceite usado.

## Galería de Imágenes

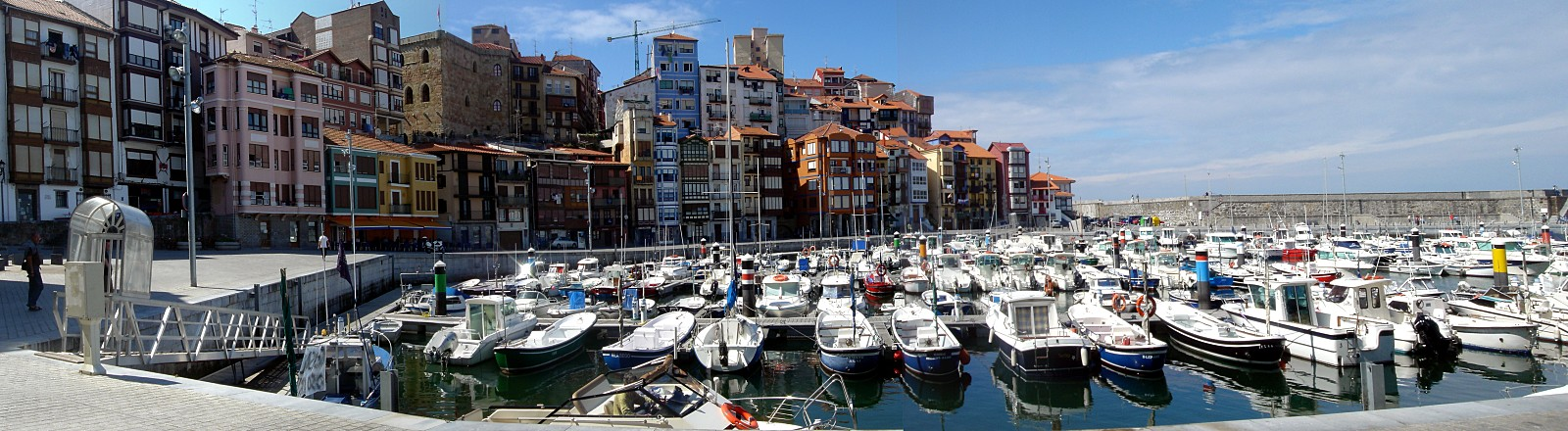
Puerto Deportivo de Bermeo
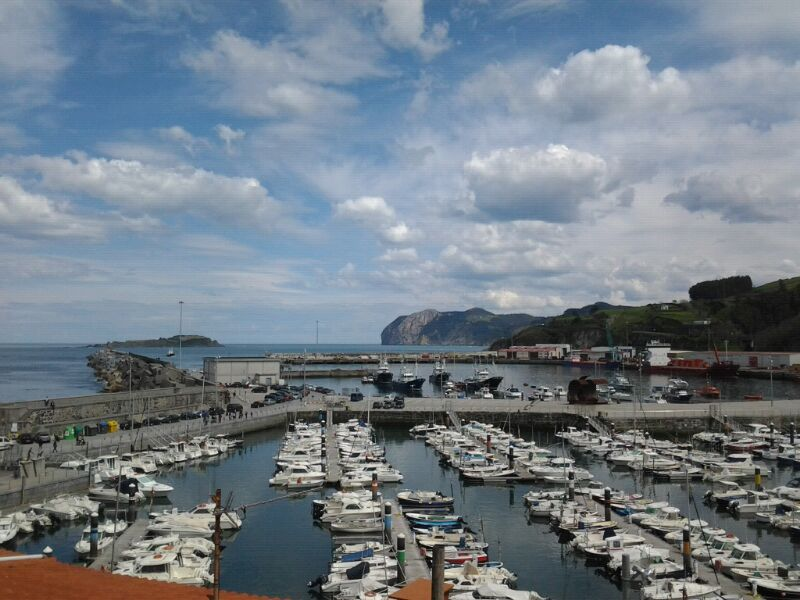
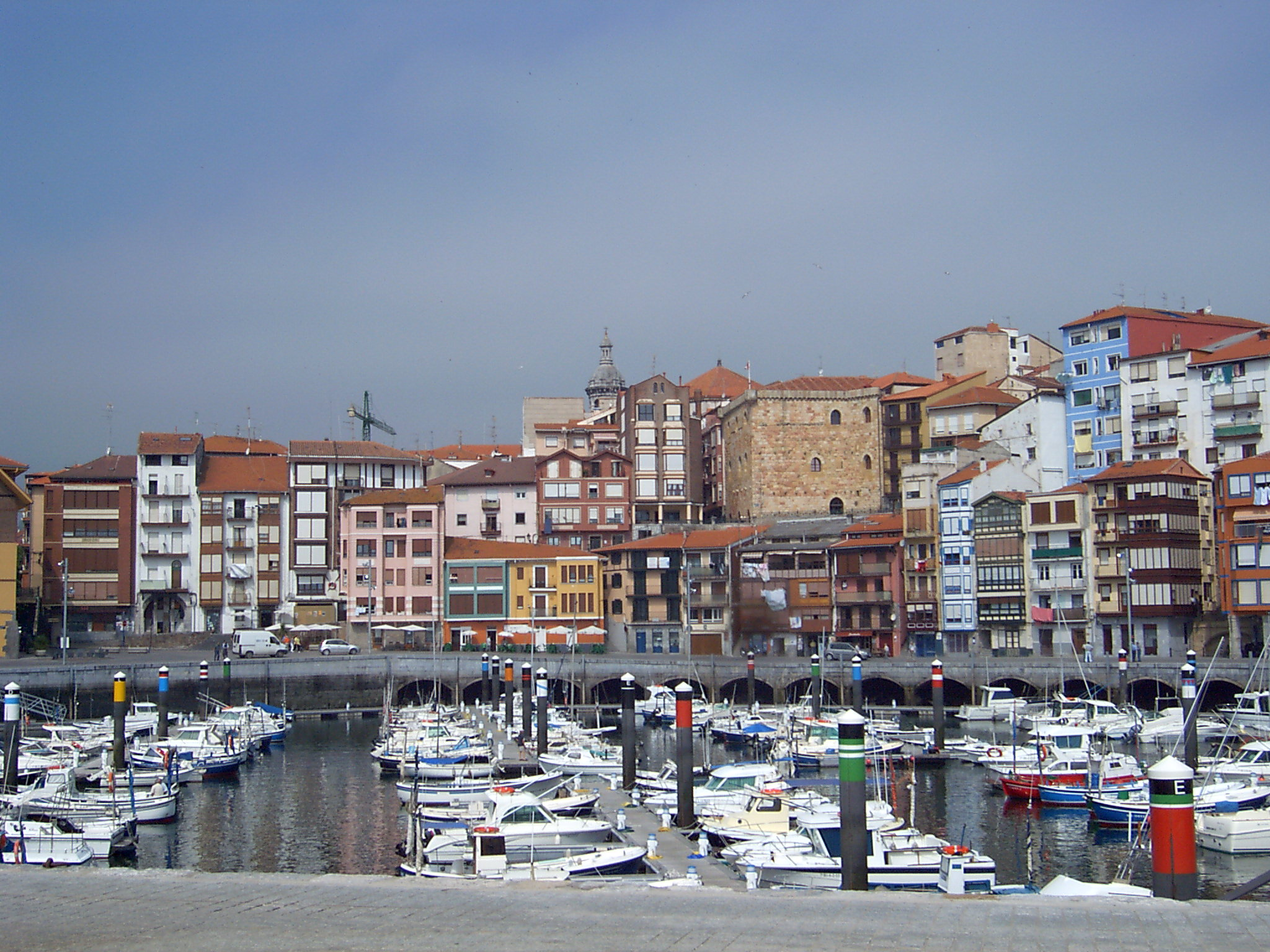
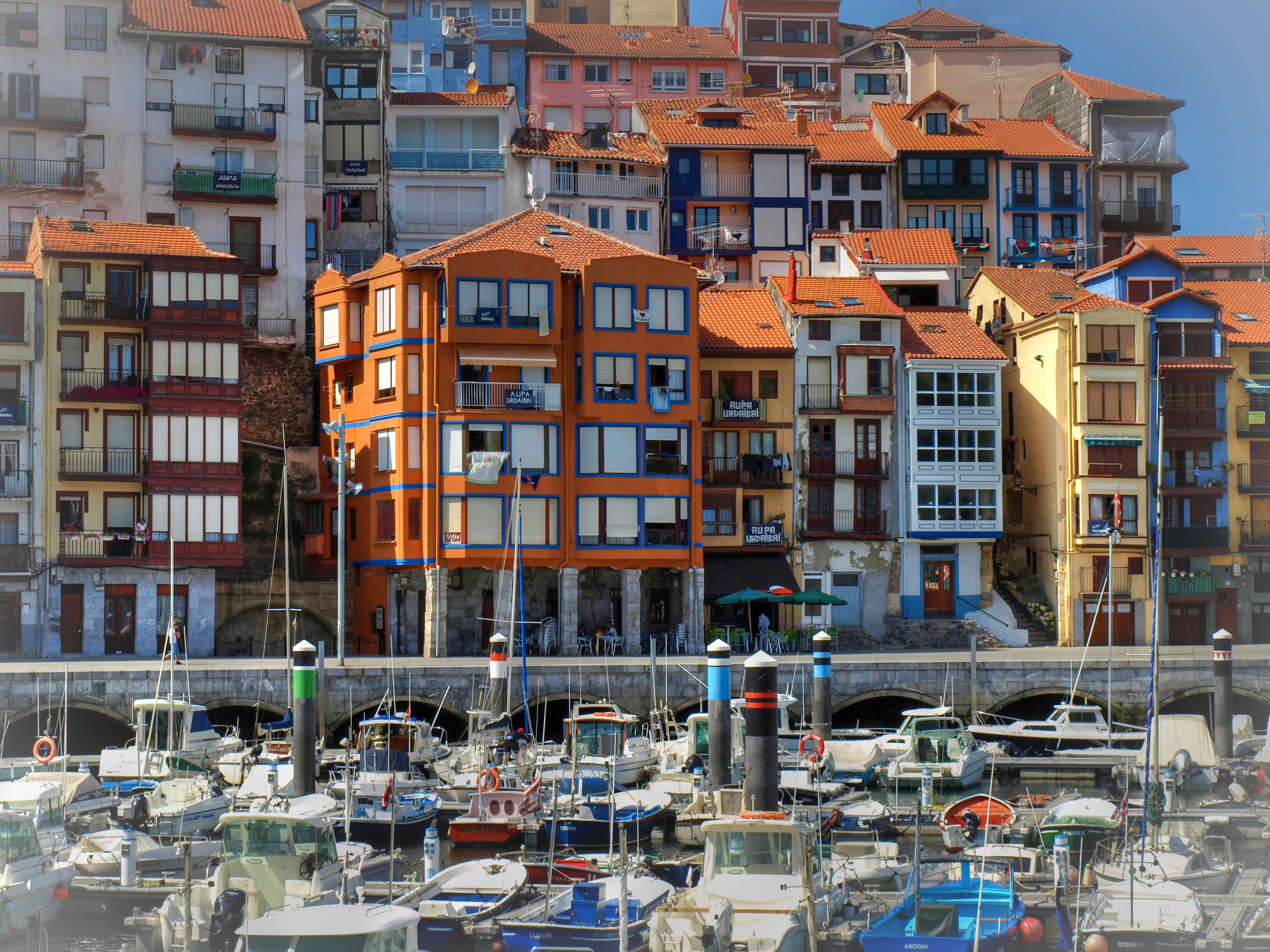
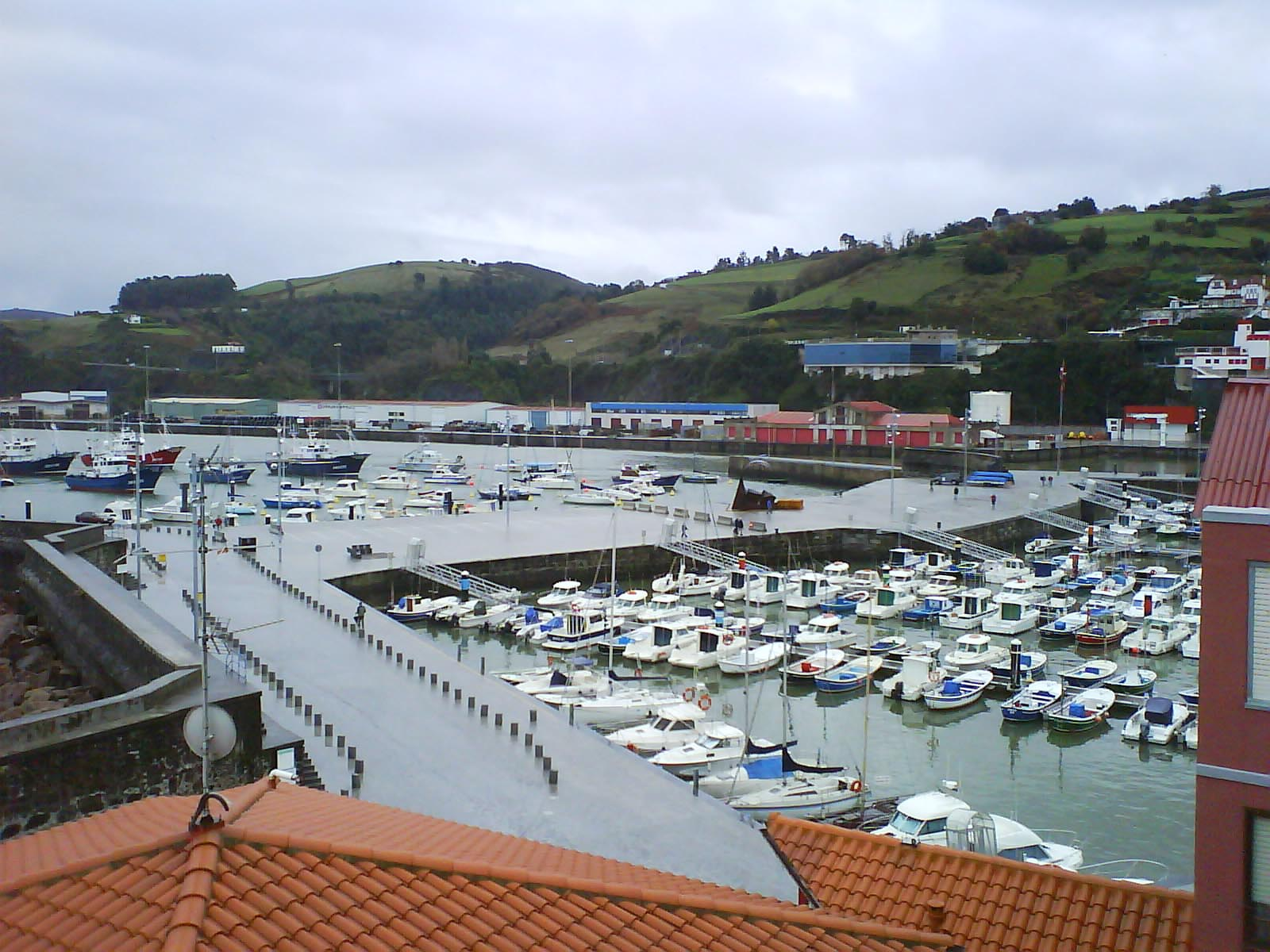
Vista del puerto
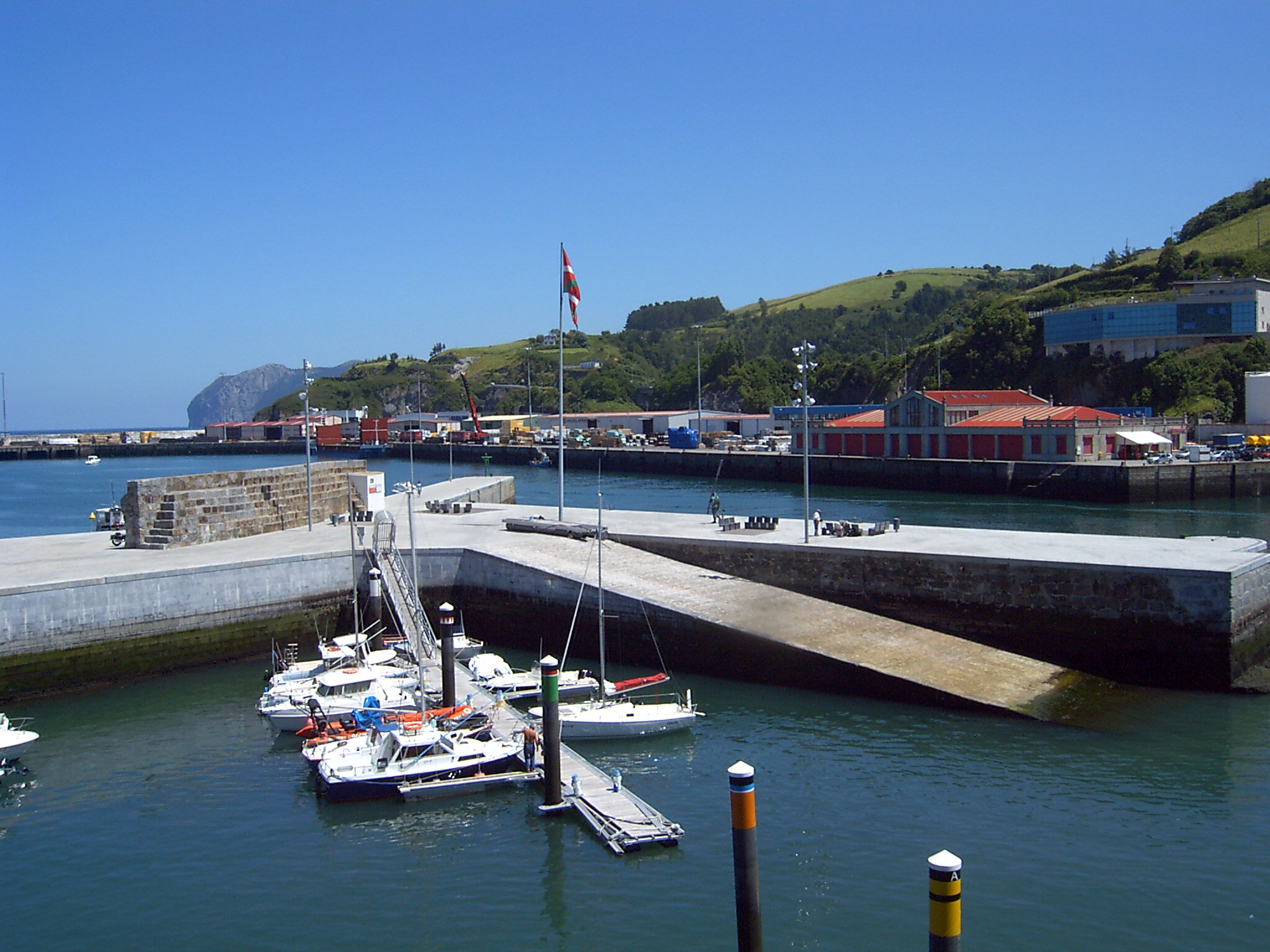
Parte del muelle deportivo
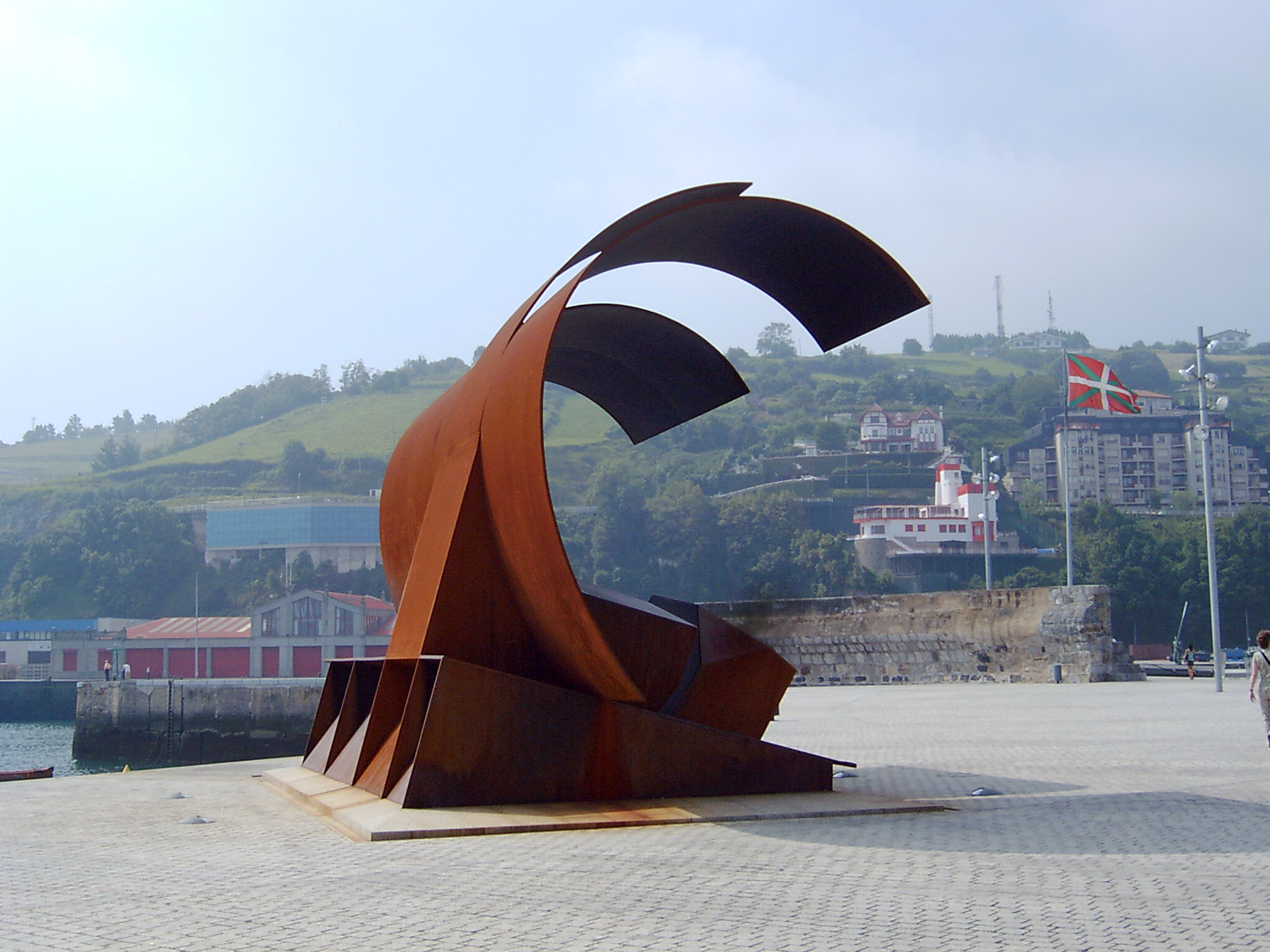
Escultura "La Ola"
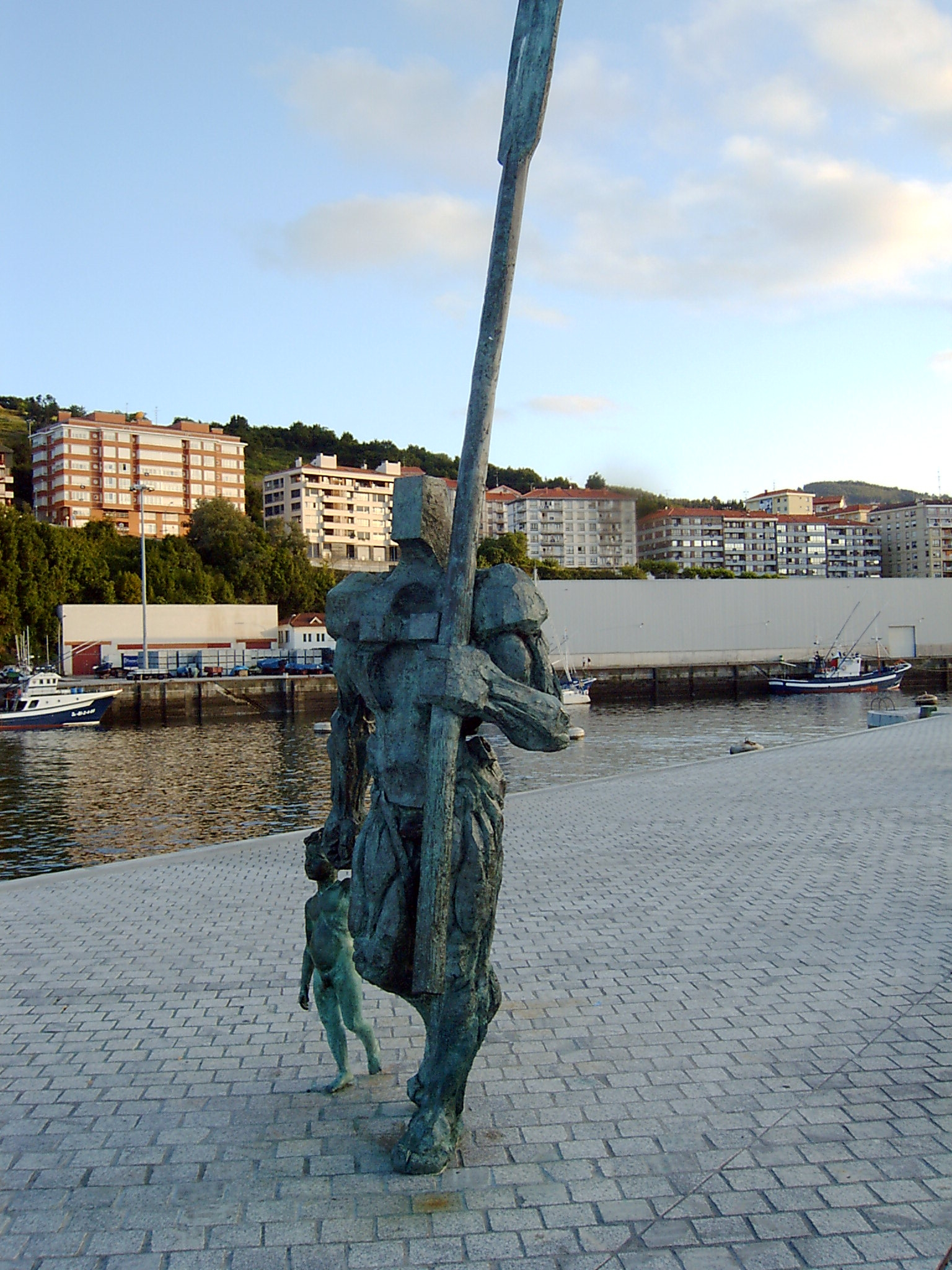
Escultura "El Regreso"